# 木内高音
木内 高音（きうち たかね、1896年〈明治29年〉2月28日 - 1951年〈昭和26年〉6月7日）は、大正から昭和時代にかけて活動した日本の編集者、児童文学者。赤い鳥社、中央公論社で編集者として優れた作品を世に送り出す一方、雑誌『赤い鳥』などで多くの童話を発表した。

## 略歴
1896年（明治29年）2月28日、広島県尾道市で生まれた。鉄道技師だった父の仕事の都合で、神戸、小樽と移り住み、10歳から父の故郷である長野県北佐久郡志賀村（現・佐久市志賀）で過ごす。野沢中学校（現・長野県野沢北高等学校）卒業後、早稲田大学文学部英文科に進学する。大学在学中に、鈴木三重吉の作品と出会い、傾倒。三重吉の門を叩き、三重吉宅へ出入りするようになる。三重吉が主宰する雑誌『赤い鳥』が創刊されると、赤い鳥社で事務仕事などを手伝うようになった。大学では、同人誌『十三人』の立ち上げにも、浅原六朗、下村千秋、牧野信一らと共に参加した。
大学卒業後も、『赤い鳥』に掲載する児童の作文集めなどの仕事をしていた。三重吉の指導により暫く三越社員、広島県の日彰館中学の教員として働くが、半年程で三重吉に東京へ呼び戻され、1920年（大正9年）に赤い鳥社の正社員となる。
入社当初の主な仕事は、広告営業であったらしい。赤い鳥社では雑誌『赤い鳥』編集の仕事をする傍ら、三重吉に創作の手ほどきを受け、1923年（大正12年）11月の『赤い鳥』に「お耳の薬」が掲載されたのを皮切りに、30編余りの童話を『赤い鳥』誌に発表した。
『赤い鳥』が休刊になったのを契機として赤い鳥社を退社した木内は、1929年（昭和4年）7月に中央公論社に入社、編集部長、雑誌『婦人公論』編集長などを歴任する。その間、三重吉の『綴方読本』や、豊田正子の作文を集めた『綴方教室』などを世に送り出し、当時中央公論社の弱みであった子ども向けの出版を一手に担い、担当編集者としては、川端康成、久保田万太郎、国分一太郎、坪田譲治、小川未明などの作品を手掛けた。
1944年（昭和19年）7月、中央公論社が解散となり、木内も職を失った。
第二次世界大戦後は、日本新聞協会に勤務。一方で、中央公論社編集部の後輩で友人でもあった藤田圭雄が編集する児童雑誌『赤とんぼ』創刊号への寄稿から創作活動を再開。雑誌で作品を発表するとともに、『建設列車』など何冊かの童話単行本を刊行した。
1951年（昭和26年）6月7日に胃癌のため、55歳で亡くなった。

## 活動

### 編集
雑誌『赤い鳥』の編集においては、東京で宮沢賢治の作品を初めて評価した人物といわれる。賢治が生前唯一公刊した童話集『注文の多い料理店』に挿絵を描いた菊池武雄が、『赤い鳥』へこれを売り込もうとしたところ、『赤い鳥』に挿絵を描いていた同郷の深沢省三から、賢治のことを「木内高音が高く買っていた」と伝え聞いたという。結局、『赤い鳥』に賢治の作品が掲載されることはなかったが、『注文の多い料理店』の広告が『赤い鳥』大正14年1月号に掲載され、木内がレイアウトやコピーを手掛けた。
中央公論社編集部で要職に就く以前に、『綴方教室』の発刊を担当した木内は、『赤い鳥』に綴方が掲載されたときから、豊田正子に注目していたという。出版の翌年には舞台化される程評判となった『綴方教室』だが、当時の中央公論社ではなかなか賛同が得られず、木内が粘り強く説得し、企画が成立するのにかなりの時間を要した。
藤田圭雄によれば、木内は、新人を大事にし、じっくり作家を育てた編集者であり、多くの若者が木内に原稿をみてもらいに来たという。

### 童話
雑誌に寄稿された原稿に徹底して直しを入れなければ気が済まなかった三重吉の影響か、『赤い鳥』時代の木内の作品はそつがなく、また三重吉に似てか淡白な作風といわれる。木内が『赤い鳥』に発表した作品の多くは、海外の童話の翻案、或いはそれに着想を得たものが多かったが、一部には創作した童話もある。「水菓子屋の要吉」のように、社会的な弱者への眼差しや、社会の矛盾に対する疑問を抱いた作品もあるが、その先の理念が定かでなく迫力に欠けると評される。「やんちゃオートバイ」は、安藤美紀夫によれば、人格を持った乗り物を主人公とした作品の祖ではないかという。
戦後に発表した「建設列車」は、詩的で心象風景を描くものだった「近代童話」から、散文的で社会を描く「現代児童文学」へ転換してゆく1950年代から1960年代の流れを先取りするような作品だった。この意図は、木内が関英雄、塚原健二郎と共に編集委員を務めた少年小説選集『赤いコップ』にも表れている。晩年は、旧制中学校の寄宿舎生活を中心に少年時代を回想するような連作短編『佐久の地図』を執筆し、うち4編を発表したが、未完に終わっている。

#### 主な作品

##### 雑誌掲載
- やんちゃオートバイ（『赤い鳥』第17巻第5号、1926年11月[15]）
- コージャ物語（『赤い鳥』第18巻第1-2号、1927年1-2月[15]）
- 熊と車掌（『赤い鳥』第18巻第3-4号、1927年3-4月[15]）
- 人形つくりの話（『赤い鳥』第19巻第6号、1927年12月[15]）
- お化け倉の話（『赤い鳥』第20巻第2号、1928年2月[15]）
- 水菓子屋の要吉（『赤い鳥』第21巻第1号、1928年7月[15]）
- 建設列車（『赤とんぼ』第1巻第9号、1946年12月[11]）

##### 単行本
- 『建設列車』 川流堂書房 1947年[16]
- 『やんちゃオートバイ』横山隆一 絵 中央公論社 1949年[17]
- 『スフィンクス物語』; 田中田鶴子 絵 明日香書房 1949年[17]